# Agrotis anderssoni
Agrotis anderssoni är en fjärilsart som beskrevs av Felix Bryk 1948. Agrotis anderssoni ingår i släktet Agrotis och familjen nattflyn. Inga underarter finns listade i Catalogue of Life.